# Hagioteodorita
Hagioteodorita (Hagiotheodorita) fou un escriptor romà d'Orient comentarista de la Basilica, una obra jurídica de Lleó VI el Filòsof que incorpora un gran nombre de lleis i constitucions (codis) anteriors.
Probablement els extractes de la seva obra corresponen al regnat de Constantí VII Porfirogènit i estan basats en els texts primitius sense les addicions dels segles X, XI i XII. Fabricius identifica a Hagioteodorita amb Nicolau Hagioteodorita, arquebisbe d'Atenes, que va viure sota Manuel I Comnè i el patriarca Lluc de Constantinoble, mentre Zachariae l'identifica amb Miquel Hagioteodorita que el 1166 fou logoteta dromi sota Manuel I Comnè.